# Ban Ta Khun
Ban Ta Khun (em tailandês: อำเภอเวียงสระ) é um distrito da província de Surat Thani, no sul da Tailândia. É um dos 19 distritos que compõem a província. Sua população, de acordo com dados de 2012, era de 15 895 habitantes. Sua área territorial é de 1.308,2 km².
Foi elevado à categoria de distrito em 9 de setembro de 1976.

## Geografia
Ban Ta Khun situa-se no oeste da província de Surat Thani. Os distritos vizinhos são: Tha Chang, Vibhavadi, Khiri Rat Nikhom e Phanom. Limita-se também com os distritos de Khura Buri, da província de Phangnga, e Suk Samran e Kapoe, da província de Ranong.